# Anomophysis bouvieri
Anomophysis bouvieri là một loài bọ cánh cứng trong họ Cerambycidae.